# Trésor Luntala
Trésor Luntala, né le 31 mai 1982 est un ancien footballeur professionnel congolais qui évoluait au poste de milieu de terrain. De 2003 à 2008, il a joué pour l'équipe nationale de la République démocratique du Congo.

## Carrière en club
Au début de sa carrière, Luntala a notamment fréquenté les clubs suivants Rennes, Birmingham City, Grasshoppers et Visé. 
En janvier 2007, il a signé un contrat avec Ethnikos en Grèce[réf. nécessaire].
En décembre 2021, Luntala a annoncé qu'il mettait un terme à sa carrière de joueur à la suite d'une offre d'emploi dans le centre de formation de son ancien club, Rennes.

## Carrière internationale
Il faisait partie de l'équipe congolaise de la Coupe d'Afrique des Nations 2004, qui a terminé dernière de son groupe au premier tour de la compétition et n'a donc pas réussi à se qualifier pour les quarts de finale.